# Толчёнов, Сергей Геннадьевич
Серге́й Генна́дьевич Толчёнов (род. 7 февраля 1965) — российский дипломат. Чрезвычайный и полномочный посланник 1 класса (2018).

## Биография
Окончил Московский государственный институт международных отношений МИД СССР (МГИМО) в 1988 году. Владеет вьетнамским, английским и французским языками. На дипломатической работе с 1988 года.
В 2008—2012 годах — советник-посланник Посольства России в Индонезии.
В 2013—2024 годах — заместитель директора Третьего департамента Азии МИД России.
С 14 мая 2024 года — чрезвычайный и полномочный посол Российской Федерации в Индонезии и Восточном Тиморе по совместительству.
С 2 декабря 2024 года — чрезвычайный и полномочный посол Российской Федерации в Папуа — Новой Гвинее по совместительству.
С 7 марта 2025 года — чрезвычайный и полномочный посол Российской Федерации в Кирибати по совместительству.

## Дипломатический ранг
- Чрезвычайный и полномочный посланник 2 класса (26 августа 2011)[5].
- Чрезвычайный и полномочный посланник 1 класса (13 июня 2018)[6].

## Семья
Женат. Имеет взрослую дочь и сына. 